# Baschīr ibn Saʿd
Baschīr ibn Saʿd ibn Thaʿlaba (gestorben ca. 633; arabisch بشير بن سعد بن ثعلبة, DMG Bašīr b. Saʿd b. Ṯaʿlaba) war ein Gefährte Mohammeds vom Zweig der Mālik al-Agharr der Banu Chazradsch. Er gehörte zu den Ansār.
Baschīr leistete dem Propheten zusammen mit einer Gruppe aus Medina in ʿAqaba den Treueeid und nahm an einer Vielzahl von Schlachten teil, darunter die von Badr und Uḥud. Zwei Feldzüge führte er selbst an.
Baschir ibn Saʿd war als einer von nur wenigen Gefährten Mohammeds des Schreibens mächtig, das schon bevor er sich dem Propheten anschloss, und einer der ersten, die nach Mohammeds Tod bei der Versammlung von Saqifa Abu Bakr als Mohammeds Nachfolger propagierten und damit den Machtanspruch des Stammes der Quraisch unterstützten.
Er starb infolge einer Verletzung, die er sich bei der Schlacht von ʿAin at-Tamr zugezogen hatte.